# Winfield K. Denton
Winfield Kirkpatrick Denton, född 28 oktober 1896 i Evansville i Indiana, död 2 november 1971 i Evansville i Indiana, var en amerikansk politiker (demokrat). Han var ledamot av USA:s representanthus 1949–1953 och 1955–1966.
Denton efterträdde 1949 E.A. Mitchell som kongressledamot och efterträddes 1953 av D. Bailey Merrill. Han tillträdde 1955 på nytt som kongressledamot.
Denton ligger begravd på Oak Hill Cemetery i Evansville.